# Regionvalet i Frankrike 2015

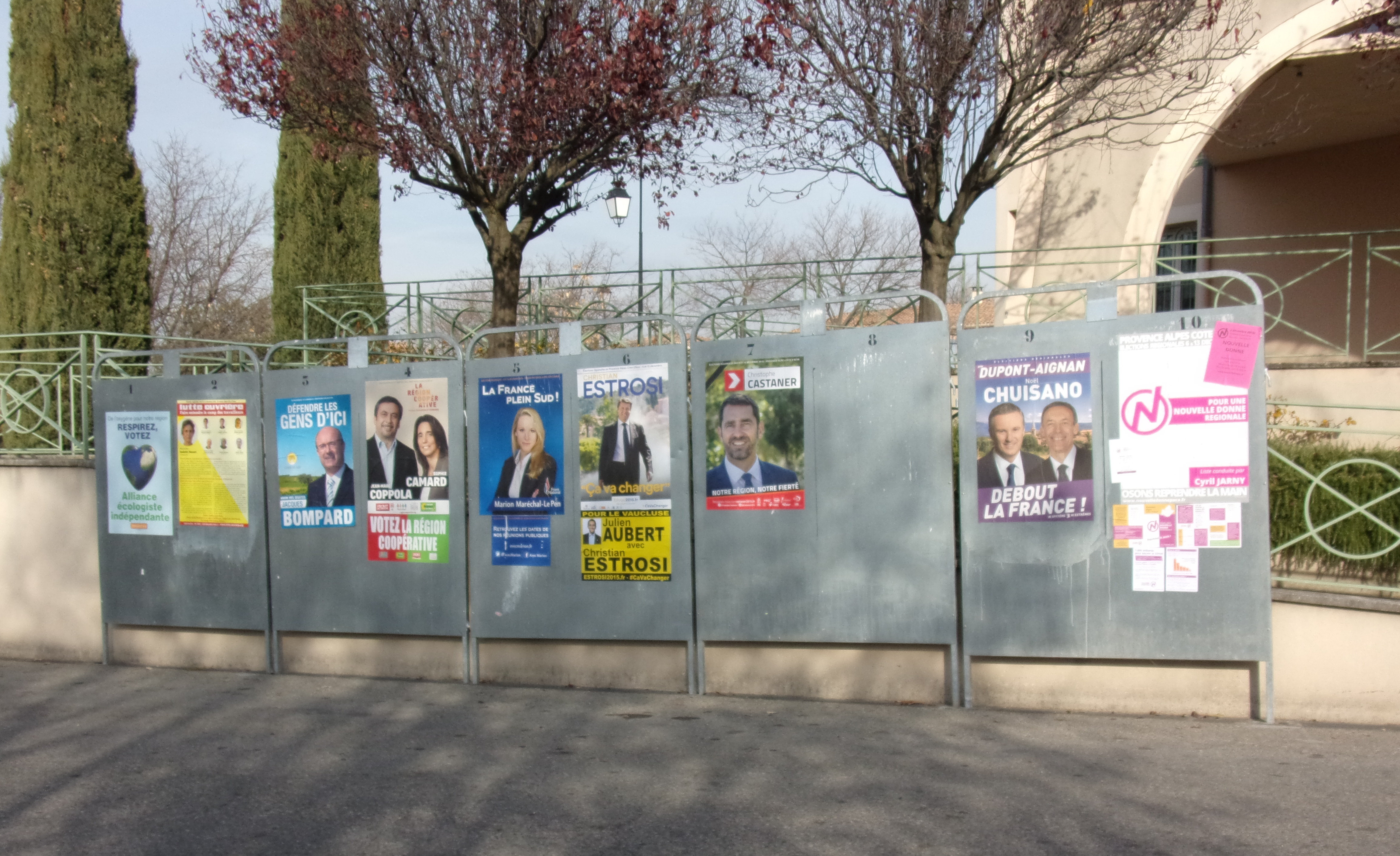
Valplakat 2015 i regionvalet i Provence-Alpes-Côte d'Azur.

Franska regionvalet 2015 hölls den 6 och 13 december 2015 för att välja regionstyrelser till 18 regioner, varav 13 i Frankrike och 5 i utomeuropeiska departement. Valet är det första sedan en ny indelning av Frankrikes regioner, där tidigare 26 regioner har blivit 18.

## Opinionsmätningar
Borgerliga Republikanerna var i ledningen enligt de sista opinionsmätningarna inför valet, vilket skulle innebära maktskifte på de flesta håll. I det senaste regionalvalet, 2010, vann Socialistpartiet och deras allierade i 23 av de då 26 regionerna.

## Första resultat
De första resultaten från valkvällen den 6 december visar på stora framgångar för Nationella fronten, som enligt vallokalsundersökningar ligger på första plats i omkring hälften av regionerna.
Frankrike tillämpar ett system med två valomgångar, vilket innebär att om ingen kandidat får egen majoritet i första valomgången så hålls en andra avgörande valomgång mellan de kandidater som fått minst 12,5% av rösterna i första omgången, här räcker det med relativ majoritet.

## Valresultat

### 1:a valomgången

#### Resultatet för de tre största partierna/valallianserna
| Parti/allians      | Antal röster | %     |
| ------------------ | ------------ | ----- |
| Union de la gauche | 5 019 723    | 23,12 |
| Union de la droite | 5 785 073    | 26,65 |
| Front National     | 6 018 672    | 27,73 |

#### Resultatet för de politiska blocken
| Block                                                 | Antal röster | %     |
| ----------------------------------------------------- | ------------ | ----- |
| Vänstern                                              | 7 806 562    | 35,96 |
| Högern                                                | 6 884 785    | 31,72 |
| Front National                                        | 6 052 733    | 27,88 |
| Övriga partier (extremvänstern, gröna, regionalister) | 963 951      | 4,44  |
|                                                       |              |       |
| Valdeltagande 49,91 %                                 | 22 609 602   | 100%  |

#### Reaktioner
Socialistpartiet förklarade att de kommer att dra sig ur den andra valomgången i två nyckelregioner i norr och söder för att stoppa Front National. De socialistiska väljarna förväntas då stödja högern. Sarkozy å sin sida har sagt att högern inte kommer att ingå i någon valteknisk samverkan eller dra sig ur den andra valomgången i någon region.

### 2:a valomgången

#### Resultatet för de tre största partierna/valallianserna
| Parti/allians      | Antal röster | %     | Antal mandat | %     |
| ------------------ | ------------ | ----- | ------------ | ----- |
| Union de la gauche | 7 263 567    | 28,86 | 520          | 27,23 |
| Union de la droite | 10 127 196   | 40,24 | 818          | 42,83 |
| Front National     | 6 820 147    | 27,10 | 358          | 18,74 |

#### Resultatet för de politiska blocken
| Block                 | Antal röster | %     | Antal mandat | %     |
| --------------------- | ------------ | ----- | ------------ | ----- |
| Vänstern              | 8 082 582    | 32,12 | 677          | 35,45 |
| Högern                | 10 127 196   | 40,24 | 818          | 42,83 |
| Front National        | 6 820 147    | 27,10 | 358          | 18,74 |
| Regionalister         | 136 380      | 0,54  | 57           | 2,98  |
|                       |              |       |              |       |
| Valdeltagande 58,41 % | 26 455 563   | 100%  | 1910         | 100%  |

#### Regionala röstandelar
| Region                              | Union de la gauche % | Union de la droite % | Front National % |
| ----------------------------------- | -------------------- | -------------------- | ---------------- |
| Alsace-Champagne-Ardenne-Lorraine   | 15,51                | 48,4                 | 36,08            |
| Aquitaine-Limousin-Poitou-Charentes | 34,06                | 44,27                | 21,67            |
| Auvergne-Rhône-Alpes                | 36,84                | 40,61                | 22,55            |
| Bourgogne-Franche-Comté             | 34,68                | 32,89                | 32,44            |
| Bretagne                            | 51,41                | 29,72                | 18,87            |
| Centre-Val de Loire                 | 35,43                | 34,58                | 30,00            |
| Île-de-France                       | 42,18                | 43,8                 | 14,02            |
| Languedoc-Roussillon-Midi-Pyrénées  | 44,81                | 21,32                | 33,87            |
| Nord-Pas-de-Calais-Picardie         | 0                    | 57,77                | 42,23            |
| Normandie                           | 36,08                | 36,43                | 27,5             |
| Pays de la Loire                    | 37,56                | 42,7                 | 19,74            |
| Provence-Alpes-Côte d'Azur          | 0                    | 54,78                | 45,22            |

1. 1 2  Ställde inte upp i andra omgången

| Region  | Vänsterallians % | Union de la droite med annan höger % | Front National % | Regionalister % |
| ------- | ---------------- | ------------------------------------ | ---------------- | --------------- |
| Korsika | 28,49            | 27,07                                | 9,09             | 35,34           |